# Anatolij Budiak
Anatolij Wołodymyrowicz Budiak (ukr. Анатолій Володимирович Будяк, ur. 29 września 1995 w Winnicy) – ukraiński kolarz szosowy. Olimpijczyk (2020).
W próbce pobranej od Budiaka 28 sierpnia 2015, podczas 6. etapu wyścigu Tour de l’Avenir, wykryto niedozwolony środek dopingujący (mezokarb), za co Międzynarodowa Unia Kolarska ukarała go 18-miesięczną dyskwalifikacją kończącą się 27 lutego 2017.

## Osiągnięcia
Opracowano na podstawie:

2015
- 2. miejsce w Volta a Portugal do Futuro
  - 1. miejsce w klasyfikacji górskiej
  - 1. miejsce w klasyfikacji młodzieżowej

2017
- 2. miejsce w mistrzostwach Ukrainy U23 (start wspólny)

2018
- 3. miejsce w Małopolskim Wyścigu Górskim

2019
- 2. miejsce w Horizon Park Race for Peace
- 2. miejsce w Małopolskim Wyścigu Górskim
  - 1. miejsce w klasyfikacji górskiej
  - 1. miejsce na 1. etapie

2020
- 2. miejsce w GP Manavgat
- 3. miejsce w Grand Prix Velo Alanya
- 2. miejsce w mistrzostwach Ukrainy (start wspólny)
- 1. miejsce w Grand Prix Develi
- 1. miejsce w Grand Prix World's Best High Altitude

2021
- 1. miejsce w Tour of Mevlana
  - 1. miejsce na 3. etapie
- 3. miejsce w Małopolskim Wyścigu Górskim
  - 1. miejsce w prologu i na 3. etapie
- 2. miejsce w mistrzostwach Ukrainy (start wspólny)
- 1. miejsce w Grand Prix Kayseri

2022
- 3. miejsce w Grand Prix Alanya
- 2. miejsce w Tour du Rwanda
  - 1. miejsce na 6. etapie
- 1. miejsce w Grand Prix Mediterrennean
- 1. miejsce w Grand Prix Gündoğmuş
- 1. miejsce w Grand Prix Kayseri
- 3. miejsce w Grand Prix Kapuzbaşı
- 3. miejsce w Grand Prix Cappadocia

## Rankingi
| Rok             | 2015 | 2016 | 2017  | 2018 | 2019 | 2020 | 2021 | 2022 | 2023 | 2024 |
| --------------- | ---- | ---- | ----- | ---- | ---- | ---- | ---- | ---- | ---- | ---- |
| World Ranking   |      | -    | 1028. | 868. | 545. | 195. | 250. | 158. | 318. | 430. |
| UCI Europe Tour | 367. | -    | 645.  | 726. | 416. | 161. | 213. | 130. | -    | -    |
| UCI Asia Tour   | -    | -    | -     | 255. |      |      |      |      |      |      |
|                 |      |      |       |      |      |      |      |      |      |      |
| Źródło: UCI     |      |      |       |      |      |      |      |      |      |      |